# Adria
Adria es una localidad y comune italiana de la provincia de Rovigo, región de Véneto.

## Orígenes
Diversas fuentes antiguas mencionan que el lugar recibió primitivamente el nombre de Atria (en griego, Άτρία) aunque la forma Adria (en griego, Ἀδρία) ya es recogida por fuentes antiguas. Según autores como Plinio el Viejo, Estrabón o Justino, de este topónimo derivaba el nombre del mar Adriático. Es mencionada como una fundación de los etruscos por Plinio el Viejo o Tito Livio, pero posteriormente se cree que llegaron al lugar colonos griegos procedentes de Egina y más tarde otros griegos venidos de Siracusa, en tiempos de Dionisio I. Esteban de Bizancio la cita señalando que su fundador mítico había sido Diomedes.

## Evolución demográfica
| Gráfica de evolución demográfica de Adria entre 1861 y 2001 |
|                                                             |
| Fuente ISTAT - elaboración gráfica de Wikipedia             |

El número de habitantes es 20 517 habitantes. [¿cuándo?]